# Ivy + Bean
Ivy + Bean és una saga de llibres infantils escrita per l'autora estatunidenca Annie Barrows, il·lustrada per Sophie Blackall i publicada per Chronicle Books.

## Descripció
L'Ivy, una noia intel·lectual tranquil·la, i la Bean, una noia salvatge i inquieta, es fan amigues ràpidament malgrat les seves diferències i la reticència inicial a agradar-se. El lema dels llibres resumeix la sèrie com "dues amigues que mai van voler agradar-se". Ambdues són nenes de set anys que viuen en habitatges d'un carrer sense sortida de Pancake Court, que es troba en una ciutat sense esmentar. A cada llibre, s'endinsen en una gran entremaliadura i viuen aventures salvatges amb els altres personatges del barri.
Els llibres inclouen il·lustracions, però no són llibres il·lustrats. El nivell de lectura és adequat per a infants a partir de 8-9 anys. En data del 2021, se n'havien editat dotze llibres.

## Llibres
La sèrie inclou 12 llibres:
- Ivy + Bean (abril de 2006)
- Ivy + Bean and the Ghost That Had to Go (octubre de 2006)
- Ivy + Bean Break the Fossil Record (agost de 2007)
- Ivy + Bean Take Care of the Babysitter (2007)
- Ivy + Bean: Bound to Be Bad (octubre 2008)
- Ivy + Bean: Doomed to Dance (setembre de 2009)
- Ivy + Bean: What’s the Big Idea? (setembre de 2010)
- Ivy + Bean: No News Is Good News (setembre de 2011)
- Ivy + Bean Make the Rules (setembre de 2011)
- Ivy + Bean Take the Case (setembre de 2013)
- Ivy + Bean: One Big Happy Family (agost de 2018)
- Ivy + Bean: Get To Work! (abril de 2021)

## Adaptacions
Es planejava que els llibres tinguessin una sèrie d'animació que s'hauria emès a Universal Kids, però la sèrie va acabar en un development hell i Universal Kids finalment va deixar de desenvolupar contingut original el 2019.
Netflix va adaptar els llibres a un llargmetratge d'imatge real. La van protagonitzar Keslee Blalock com a Ivy i Madison Skye Validum com a Bean. Jesse Tyler Ferguson, Jane Lynch, Sasha Pieterse, Nia Vardalos, Jaycie Dotin, Garfield Wilson i Marci T. House també van formar part del repartiment de la pel·lícula. Es va estrenar el 2 de setembre de 2022. Netflix va continuar la sèrie de pel·lícules adaptant The Ghost That Had To Go i Doomed To Dance. Totes tres han estat subtitulades al català.